# Romeins-Parthische oorlogen
De Romeins-Parthische oorlogen (66 v.Chr. – 217 n.Chr.) waren een serie conflicten tussen de Parthen en de Romeinen. Deze Romeins-Parthische oorlogen vormden een onderdeel van een veel langere serie conflicten, namelijk de Romeins-Perzische oorlogen, die gedurende een periode van 719 jaar plaatsvonden.

## Overzicht
Tijdens de expansie van de Romeinse Republiek in de 1e eeuw v.Chr. werden invallen in het Parthische rijk door de Parthen afgeslagen, in het bijzonder met de Slag bij Carrhae in 53 v.Chr. In de Romeinse burgeroorlog, die volgde na de moord op Julius Caesar, werden de Parthen gesteund door Cassius en Marcus Junius Brutus, waardoor de Parthen Syria in konden nemen. Tegen het eind van de burgeroorlog wisten de Romeinen hun machtspositie in Zuidwest-Azië weer te handhaven.
In 113 n.Chr. maakte de Romeinse keizer Trajanus de veroveringen in het Oosten en de nederlaag van Parthië zijn topprioriteit, en wist hij de Parthische hoofdstad, Ctesiphon, te overvallen en te veroveren. Hij zette er Parthamaspates als leider van de nieuwe vazalstaat neer. Hadrianus, de opvolger van Trajanus, herzag Trajanus’ politieke beleid in het Oosten en maakte plannen om de Eufraat als definitieve grens van de Romeinse heerschappij te maken. Maar in de 2e eeuw na Christus brak er een nieuwe oorlog uit om Armenië, toen Vologases IV in 161 n.Chr. de Romeinen daar versloeg. De Romeinse tegenaanval onder leiding van Marcus Statius Priscus leidde tot een nederlaag voor de Parthen. De Romeinen zetten daarna een pro-Romeinse koning op de Armeense troon. Het conflict bereikte zijn hoogtepunt tijdens de Romeinse inval in Mesopotamië, waarna Ctesiphon opnieuw veroverd en dit keer geplunderd werd, in 165 n.Chr.
Rond 195 besloot Septimius Severus tot een nieuwe Romeinse inval in Mesopotamië, waarna hij Seleucia en Babylon bezette en Ctesiphon in 197 opnieuw geplunderd werd. Parthië zelf gaf zich uiteindelijk niet over aan de Romeinen, maar werd veroverd door de Sassaniden onder Ardashir I, die Ctesiphon in 226 binnentrok. Hij en zijn volgelingen zetten dit Perzisch-Romeinse conflict voort tussen het Rijk van de Sassaniden en het Romeinse Rijk, totdat de moslimstrijders er onder Mohammed en opvolgers er een eind aan maakten.

## Aanloop
De Seleucidisch-Parthische Oorlogen eindigde met de Slag bij Ecbatana (129 v.Chr.). De Arsaciden veroverden Mesopotamia op het Seleucidische Rijk. De eerste maal dat beide partijen elkaar ontmoetten was in 96 v.Chr.. 90 v.Chr. raakten de Parthen in dynastieke vetes verwikkeld en de Romeinse Republiek in de Mithridatische oorlogen. Tijdens de Derde Mithridatische Oorlog (73-63 v.Chr.) zocht Pompeius contact met de Partische koning Phraates III Theos om Mithridates VI van Pontus te verslaan.
In 66 v.Chr. bracht Pompeius Mithridates VI een definitieve nederlaag toe, gaf hij Tigranes II zijn koninkrijk terug en zijn zoon de titel 'koning der koningen'. Hij verbood hij Phraates - die deze oude Perzische titel reeds voor zichzelf had geclaimd - de titel nog langer te gebruiken. en nam hij de regio Gordyene (later Armenia Inferior genoemd) van Parthië af en voegde dit toe aan Armenië.

## Romeinse Republiek versus Parthië
In navolging van Julius Caesar succesvolle campagne in Gallië leidde Marcus Licinius Crassus in 53 v.Chr. een invasie in Mesopotamië, met een catastrofe als gevolg; in de Slag bij Carrhae, de ergste Romeinse nederlaag sinds de Slag bij Cannae, werden Crassus en zijn zoon verslagen en gedood door een Parthisch leger onder hun generaal Surena. Het grootste deel van het Romeinse leger werd vermoord of gevangengenomen; van de 42.000 manschappen bereikte maar een kwart Syria. Rome was vernederd door deze nederlaag en nog meer doordat de Parthen ook een aantal legioensadelaars buitgemaakt hadden. Plutarchus schrijft dat de Parthen een Romeinse gevangene, die volgens hen het meest op Crassus leek, verkleedden als vrouw en door Parthië paradeerden. Dit kan ook Romeinse propaganda zijn geweest. Orodes II gebruikt de rest van het Parthische leger om de Armeniërs te verslaan en hun land te veroveren. Surena’s overwinning duurde niet lang; de Parthische koning, jaloers op diens overwinning, liet hem executeren. Orodes II nam daarna het commando van het Parthische leger op zich en leidde een onsuccesvolle campagne tegen Syria.
Het jaar daarop werd het weer onrustig; na enkele plundertochten door Syria in 51 v.Chr. leidden Pacorus I en generaal Osaces een grootse invasie in Syria, maar liepen dit keer in een hinderlaag in de buurt van Antigonia; de Romeinen versloegen de Parthen onder leiding van Cassius en Osaces werd gedood.
Pompeius en de Parthen behielden relaties tijdens de burgeroorlog tussen Pompeius en Caesar. Na de dood van Pompeius steunde Pacorus een leger, geleid  door een generaal van Pompeius, Caecilius Bassus. Hij werd belegerd in Apamea door de legers van Caesar. Nu de burgeroorlog voorbij was, begon Julius Caesar met het plannen van een campagne tegen Parthië, maar de moordaanslag in 44 v.Chr. verijdelde dat. 

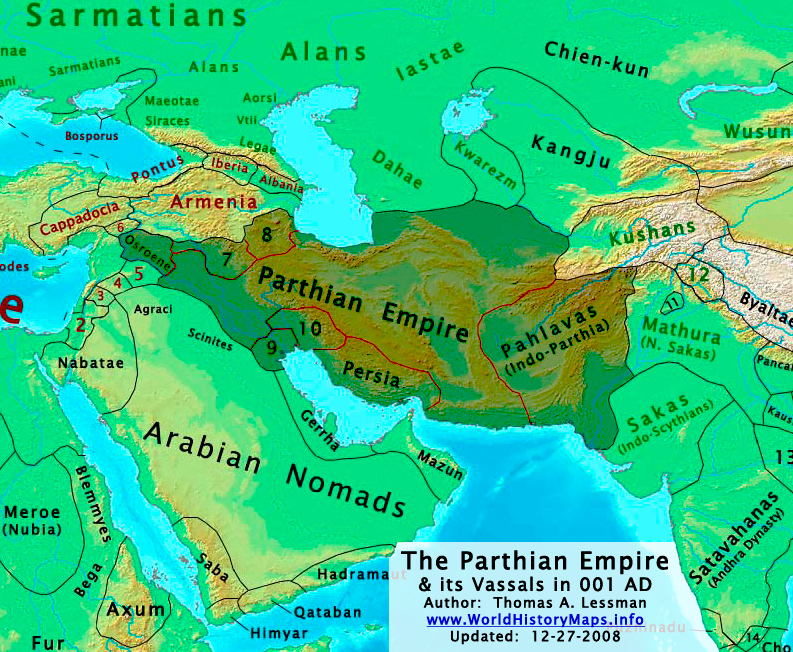
Parthië, vazalstaten en buren in 1 n.Chr.

Na de moord op Caesar brak een burgeroorlog uit. Brutus en Cassius kregen steun van de Parthen, maar sneuvelden in de slag bij Philippi. Samen met Quintus Labienus, een Romeinse overloper en medestander van Brutus en Cassius viel Pacorus het Romeins grondgebied binnen in 40 v.Chr.. Na een snelle opmars door Syria versloegen ze de Romeinse troepen die daar gelegerd waren. Alle steden aan de kust gaven zich over, op Tyrus, in het huidige Libanon, na. Pacorus rukte daarna op naar Judea, stootte de Romeinse vazalvorst Hyrcanus II van de troon en zette zijn neef Antigonus erop (40-37). Korte tijd was het gehele Romeinse oosten in Parthische handen. Maar een rustperiode in de Romeinse burgeroorlogen leidde tot een terugkeer van de Romeinse macht in Zuidwest-Azië.
Ondertussen had Marcus Antonius een tegenaanval gelanceerd op Labienus, die Anatolia was binnengevallen. Hoewel de Parthen Labienus te hulp schoten, werd hij verslagen, gevangengenomen en geëxecuteerd. De Romeinen bezorgden de Parthen daarna nog een nederlaag in Syria, waarna de Parthen zich terugtrokken naar Parthië. In 38 v.Chr. kwamen ze terug, maar Ventidius versloeg ze nu definitief en Pacorus werd gedood. In Judea zetten de Romeinen Herodes I op de troon, die hen geholpen had bij het verjagen van Antigonus.
Nadat de Romeinen hun heerschappij in Syria en Judea hersteld hadden, leidde Marcus Antonius een groot leger naar de Kaukasus, maar zijn Armeense bondgenoten deserteerden en zijn belegeringswapens raakten geïsoleerd en werden vernietigd. Toen ze de posities van het Parthische leger niet konden innemen, trokken de Romeinen zich met zware verliezen terug. In 33 v.Chr. kwam Antonius terug naar Armenië en slaagde erin de koninklijke familie gevangen te nemen en op te sluiten bij de Egyptische koningin Cleopatra VII. De oudste zoon Artaxias II wist te ontsnappen en met de hulp van de Parthische koning, Phraates IV, de Armeense troon te heroveren. Uit voorzorgen werd zijn broer Tigranes III naar Rome verplaatst, de hele regio kwam onder Parthische controle.

## Romeinse Keizerrijk versus Parthië

### Armenië als brandhaard
Door het uitblijven van beslissende oorlogen en de dreiging van een nieuwe oorlog tussen de twee blokken besloten Gaius Caesar (niet te verwarren met Gaius Julius Caesar) en Phraates V van Parthië tot het trekken van een ruwe grens tussen de twee, in 1 n.Chr. Volgens de overeenkomst zouden de Parthen zich terugtrekken uit Armenië en het Romeinse protectoraat erkennen. Niettemin duurde daarna de Romeins-Parthische rivaliteit over de controle en invloed in Armenië nog decennia voort. De beslissing van de Parthische koning Artabanus II om zijn zoon Arsaces op de vacante Armeense troon te plaatsen, veroorzaakte een oorlog met Rome in 36 n.Chr. Lucius Vitellius wist een overeenkomst te sluiten met Artabanus II, zodat de Parthen hun heerschappij en invloed in Armenië weer opgaven. In 58 n.Chr. volgde een nieuwe crisis, toen de Romeinen Armenië binnenvielen nadat de nieuwe Parthische koning, Vologases I, zijn broer Tiridates I van Armenië op de Armeense troon had gezet. Romeinse troepen stootten hem van de troon en zetten een Cappadocische prins op de troon. Daarop volgde een wraakactie van de Parthen met bijbehorende Parthische campagnes in Armenië. De Romeins-Parthische Oorlog had als gevolg, dat de Romeinen Tiridates en zijn opvolgers erkenden als heersers van Armenië, op voorwaarde dat ze hun koningschap van de Romeinse keizer zouden ontvangen.
Armenië werd nu geregeerd door een Perzische dynastie, maar hoewel het in naam een alliantie met Rome onderhield, kwam het onder toenemende Parthische invloed. Latere generaties zagen dit als het moment dat de ‘’Romeinen Armenië verloren’’. De vrede van Rhandeia verzekerde minstens vijftig jaar van vreedzame relaties, maar Armenië bleef een punt van hevige conflicten tussen Rome en Parthië.

### Trajanus en zijn Parthische Oorlog
In 113 trok Trajanus nog een laatste keer ten strijde, ditmaal tegen de Parthen. De eeuwige twistappel Armenië was de aanleiding. De Parthische koning Osroes verving de door de Romeinen benoemde Exedares door Parthamasiris, een Parthische prins. Daarop trok Trajanus het land binnen, zette Parthamasiris af en lijfde het gebied in als de provincie Armenia. Daarna keerde hij zich tegen het Parthische Rijk zelf en veroverde eerst Babylon, vervolgens Seleucia en uiteindelijk Ctesiphon in 116. Hij trok verder tot de Golfkust en maakte het op de Parthen veroverde gebied tot de nieuwe provincie Mesopotamia.
Trajanus was al te oud om in de voetsporen van Alexander de Grote te treden, dus verving hij Osroes door een stroman, Parthamaspates. Vanaf dit moment ging het echter bergafwaarts. Het fort van Hatra, achter zijn rug aan de Tigris, weigerde zich over te geven. Verder braken in Cyrenaica, Egypte, Syria en op Cyprus opstanden uit binnen de Joodse gemeenschappen (in later tijd aangeduid als de Kitosoorlog). Daarna kwam het ook in Mesopotamië tot een opstand en de gezondheid van de keizer ging achteruit. Laat in 116 verbleef hij in Cilicië en werd hij ernstig ziek. Hij leefde nog tot 8 augustus 117.
De opvolger van Trajanus, Hadrianus, herzag het beleid van Trajanus. Volgens hem was het voor Rome het beste als de Eufraat de grens van het Romeinse rijk in het Oosten bleef, waarbij hij de territoria van Mesopotamië en Adiabene teruggaf aan de voormalige heersers en vazalkoningen. De vrede van Rhandeia wat betreft Armenië bleef geldig.  Rome zou nu een halve eeuw oorlog met de Parthen weten te voorkomen.

### Lucius Verus en zijn Parthische Oorlog
Maar oorlog in Armenië brak weer uit in 161 n.Chr. toen Vologases IV de Romeinen daar versloeg, Edessa innam en Syria plunderde. In 163 leidde Marcus Statius Priscus een tegenaanval en heroverde hij Armenië, waar hij een nieuwe heerser op de troon zetten. Het jaar daarop begon Avidius Cassius een invasie in Mesopotamië, waarbij hij bij Dura Europos verschillende veldslagen won en Seleucia en Ctesiphon, de hoofdsteden van Parthië, links en rechts van de Tigris , in 165 plunderde. Een epidemie, waarschijnlijk de pokken, verdreef de Romeinen weer uit Parthië.

### Severische dynastie en hun Partische Oorlogen
Na de Slag op de vlakte van Issus (194), waarbij Septimius Severus zijn rivaal Pescennius Niger, die steun kreeg van de Partische koning Vologases V, versloeg, kwam er een nieuwe Romeinse invasie in Mesopotamië. In 195 n.Chr. werden Seleucia en Babylon ingenomen en werd Ctesiphon  opnieuw geplunderd (198), maar Severus slaagde er niet in om het strategisch uiterst belangrijke fort van Hatra in te nemen. De veroverde gebieden heetten voortaan Mesopotamia.
De laatste oorlog tegen de Parthen was die van Caracalla. De Romeinse keizer Caracalla zocht naar een voorwendsel om het fort Hatra te veroveren. In 216 plunderde hij de stad Arbela en rukte hij Parthië binnen. In 217 werd Caracalla door zijn eigen troepen vermoord. De Parthen zagen hun kans schoon voor een tegenaanval, die uitmondde in de Slag bij Nisibis. De nieuwe keizer Macrinus kon zich slechts redden door de Parthen met grote sommen gelds af te kopen en door het opgeven van alle veroverde gebieden.

## Opkomst van de Sassaniden
Parthië werd uiteindelijk verslagen door Ardashir I, die Ctesiphon in 226 innam. Het rijk van de Sassaniden was gecentraliseerder dan dat van de Parthische dynastieën. In voorafgaande oorlogen tussen Oost en West waren de Romeinen vaak de aanstichters, maar de Sassaniden, die van de Perzen afstamden, wilden wellicht de gebieden van de Achaemenidische dynastie (de oude Perzische dynastie waar de Grieken ook mee te maken hadden gehad) terugveroveren, al is dit niet zeker. Hun nationale geestdrift leidde tot veel agressievere conflicten dan de Parthen ooit begonnen waren. De Sassaniden zagen bijvoorbeeld hun godsdienst, het zoroastrisme, als superieur, hierbij hadden zij een neerbuigende houding jegens andere godsdiensten in hun rijk. Derhalve is ook de oude Sumero-Akkadische beschaving en godsdienst vergaan.

## Voetnoten
1. ↑  Bivar (1968), 57
2. ↑  http://penelope.uchicago.edu/Thayer/E/Roman/Texts/Plutarch/Lives/Sulla*.html#5.4
3. ↑  Cassius Dio 37,6.2
4. ↑  Appianus, 104
5. ↑  Lukas de Blois, Bert van der Spek (november 2017). Een kennismaking met de oude wereld. Coutinho, pp. 314-315. ISBN 9789046905876.
6. ↑  Lukas de Blois, Bert van der spek (november 2017). Een kennismaking met de oude wereld. Coutinho, pp. 316. ISBN 9789046905876.